# No OFFENCE!
No OFFENCE! je slovenska punk skupina, ki je bila ustanovljena leta 2018.

## Zgodovina
Po nekaj mesecih prijateljskega druženja med igranjem strunskih inštrumentov so sošolci ljubljanske Fakultete za socialno delo Renato Švara, Anže Trček in Samo Pirec maja 2018 ugotovili, da želijo postati resna glasbena skupina. K sodelovanju so povabili bobnarja Filipa Gabrovca, ki ga je Anže poznal iz logaških tabornikov, in ustanovili No OFFENCE! Punk smer je bila jasna že od začetka, saj so na vajah najbolj organsko nastajale družbenokritične pesmi.
Prvič so nastopili 8. februarja 2020 v klubu eMCe plac v Velenju z italijanskima punk skupinama Cup Souls in Sneaky Toy. Kmalu za tem, 18. februarja 2020, so nastopili v Ljubljani v lokalu Prulček, 27. februarja 2020 pa izdali prvi singel »Vstajniška socialna delavka«. S feministično himno, katere izhodiščna točka je aktivistična skupina Vstajniške socialne delavke, so želeli opozoriti, kako je seksizem še vedno prisoten v slovenski družbi.
Njihov zalet je kmalu za tem spodkopala epidemija Covida, ki jim je preprečila nadaljnje nastopanje. Hkrati se je zgodil nepričakovan prevzem vlade s strani Janeza Janše. Kot refleksija situacije in znak protesta, so izdali svoj drugi singel, tokrat v angleščini, »De | sen | si | tised«.
31. oktobra 2021 so izdali svojo prvo ploščo z naslovom Sonce. Voda. Zrak. Svoboda. v klubu Channel Zero na Metelkovi. Besedno zvezo, ki so jo uporabili za naslov, je kot slogan dezinstitucionalizacije zacementiral njihov prijatelj z izkušnjo psihiatrične bolnišnice na taboru za ljudi s težavami v duševnem zdravju, ki ga je skupina pomagala organizirati leta 2018. Skoraj konceptualni album, raztresena zgodba dveh »shizofrenih« zaljubljencev, ki ju propadajoča družba zapre v norišnico, je prejel dobre kritike. Robert Šercer iz Slovenskega glasbenoinformacijskega centra SIGIC je povzel: »Zafrkantski način podajanja težkih vsebin, navidezna enostavnost glasbenega izraza in splošna neobremenjenost pri muziciranju in izražanju dajejo No OFFENCE! pristnost, ki je ne moremo spregledati.«
Aprila 2022 so tik pred državnozborskimi volitvami izdali politično nabit singel »Ivan«, s katerim so najavili delo na svojem drugem albumu. Pri videospotu so sodelovali s slovenskim voditeljem in igralcem Jonasom Žnidaršičem.
Julija 2022 so z izidom pesmi »Slani krugovi«, njihove prve pesmi v srbohrvaškem jeziku, najavili svojo prvo balkansko turnejo.

## Diskografija
- Sonce. Voda. Zrak. Svoboda. (2021)
- Čudovito & Čudno (2024)